# Muriel (Castille-et-León)
Muriel ou Muriel de Zapardiel est une commune de la province de Valladolid dans la communauté autonome de Castille-et-León en Espagne.

## Sites et patrimoine
- Église Nuestra Señora de la Asunción
- Chapelle San Roque

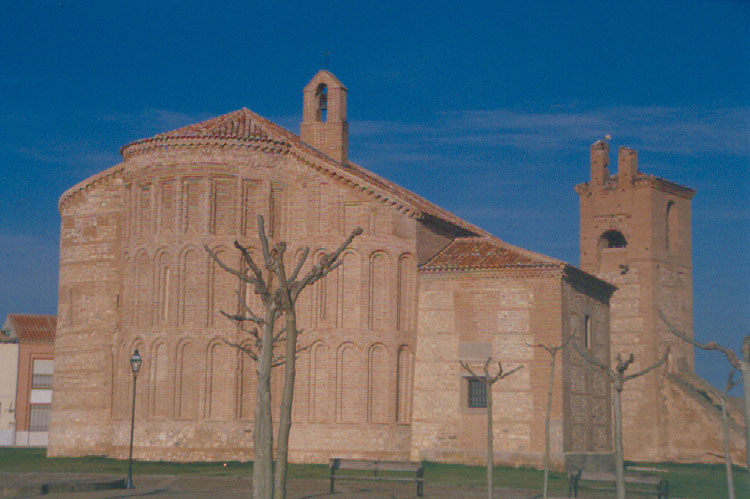
Église Nuestra Señora de la Asunción. Fondation Joaquín Díaz.